# هولی دانفورد
هولی دانفورد (انگلیسی: Holly Dunford؛ زادهٔ ۱۴ اکتبر ۱۹۹۹) قایقران روئینگ زن اهل بریتانیا است.
وی در مسابقات کشوری و بین‌المللی در مجموع برندهٔ ۱ مدال نقره شده است.